# Francesco Strano
Francesco Strano (Aci Catena, 19 novembre 1766 – Catania, 28 settembre 1831) è stato un religioso e bibliotecario italiano.

## Biografia
Nato in una famiglia modesta, figlio di Carmelo Strano e Giovanna Recupero, ricevette la sua educazione grazie all'intervento del vescovo di Catania Corrado Maria Deodato Moncada. Dopo aver studiato nel seminario cittadino, fu allievo di Raimondo Platania e Giovanni Agostino De Cosmi, due tra i più rinomati maestri del tempo. La sua passione per le lettere lo portò a dedicarsi all'insegnamento privato e, successivamente, a diventare professore di lettere latine all'Università degli Studi di Catania, ricoprendo questo ruolo per circa vent'anni; fu inoltre precettore per i novizi.
La sua carriera intellettuale si caratterizzò per l'approfondita conoscenza della cultura europea. Fu infatti membro dell'Accademia degli Etnei, fondata dal principe Ignazio Paternò Castello, e si interessò alle nuove idee provenienti dalla Francia. Nonostante le limitazioni imposte dal Sant'Uffizio, si dedicò alla lettura di opere considerate proibite, come quelle di Voltaire e Rousseau, contribuendo alla diffusione delle dottrine illuministe in Sicilia. Fu anche un grande amico e sostenitore del poeta catanese Domenico Tempio, al quale dedicò tempo e risorse per la pubblicazione delle sue opere. Tra il 1814 e il 1815 curò l'edizione delle sue opere complete Operi di Duminicu Tempiu catanisi.
Oltre alla sua carriera intellettuale, ebbe anche un forte impegno politico. Durante il periodo del decennio inglese (1806-1815), cooperò con i liberi muratori britannici, sostenendo il governo insulare. Nel 1813 fu eletto consigliere civico di Catania, e nel 1820, dopo la restaurazione costituzionale, fu scelto come deputato al Parlamento delle Due Sicilie. Qui si distinse per il suo impegno democratico, rappresentando gli interessi della Sicilia Orientale. La sua militanza politica lo portò anche a essere incarcerato per un breve periodo, probabilmente a causa della sua adesione alla Carboneria.
Nel 1817 prese i voti e divenne sacerdote, ma continuò a partecipare attivamente alla vita culturale e politica. Dopo l'esperienza napoletana, tornò a Catania dove, nel 1820, fu nominato bibliotecario della Biblioteca Ventimiliana all'Università di Catania, un ruolo che svolse con grande dedizione per oltre dieci anni. Si impegnò a fondo per riordinare e catalogare il vasto patrimonio librario dell'istituto, completando il suo lavoro con la pubblicazione, nel 1830, del Catalogo ragionato della Biblioteca Ventimigliana. Questo lavoro rimase uno dei suoi maggiori contributi alla cultura bibliotecaria siciliana. La sua morte avvenne a Catania il 28 settembre 1831, ma la sua eredità culturale e bibliografica rimase significativa per le generazioni successive.

## Opere
- Francesco Strano, Catalogo ragionato della Biblioteca Ventimilliana, Catania, Università degli Studi di Catania, 1830.